# 丁香门 (电影)
《丁香門》（Porte des Lilas）是1957年法國與義大利合拍的劇情片，由雷內·克萊爾（René Clair）執導。劇本是根據雷內·法雷的小說 "La Grande Ceinture"改編而成。本片榮獲1958年奧斯卡獎與英國電影學院獎（BAFTA）提名，並獲得丹麥波迪電影獎（Bodil Awards）最佳歐洲電影獎。